# Numenoides nygmia
Numenoides nygmia är en fjärilsart som beskrevs av Jacob Hübner 1822. Numenoides nygmia ingår i släktet Numenoides och familjen tofsspinnare. Inga underarter finns listade i Catalogue of Life.